# Tachina marginella
Tachina marginella là một loài ruồi trong họ Tachinidae.